# Hirtobrasilianus villiersi
Hirtobrasilianus villiersi är en skalbaggsart som först beskrevs av Lúcia Maria de Campos Fragoso och Tavakilian 1985.  Hirtobrasilianus villiersi ingår i släktet Hirtobrasilianus och familjen långhorningar.
Artens utbredningsområde är Surinam. Inga underarter finns listade i Catalogue of Life.

## Bildgalleri

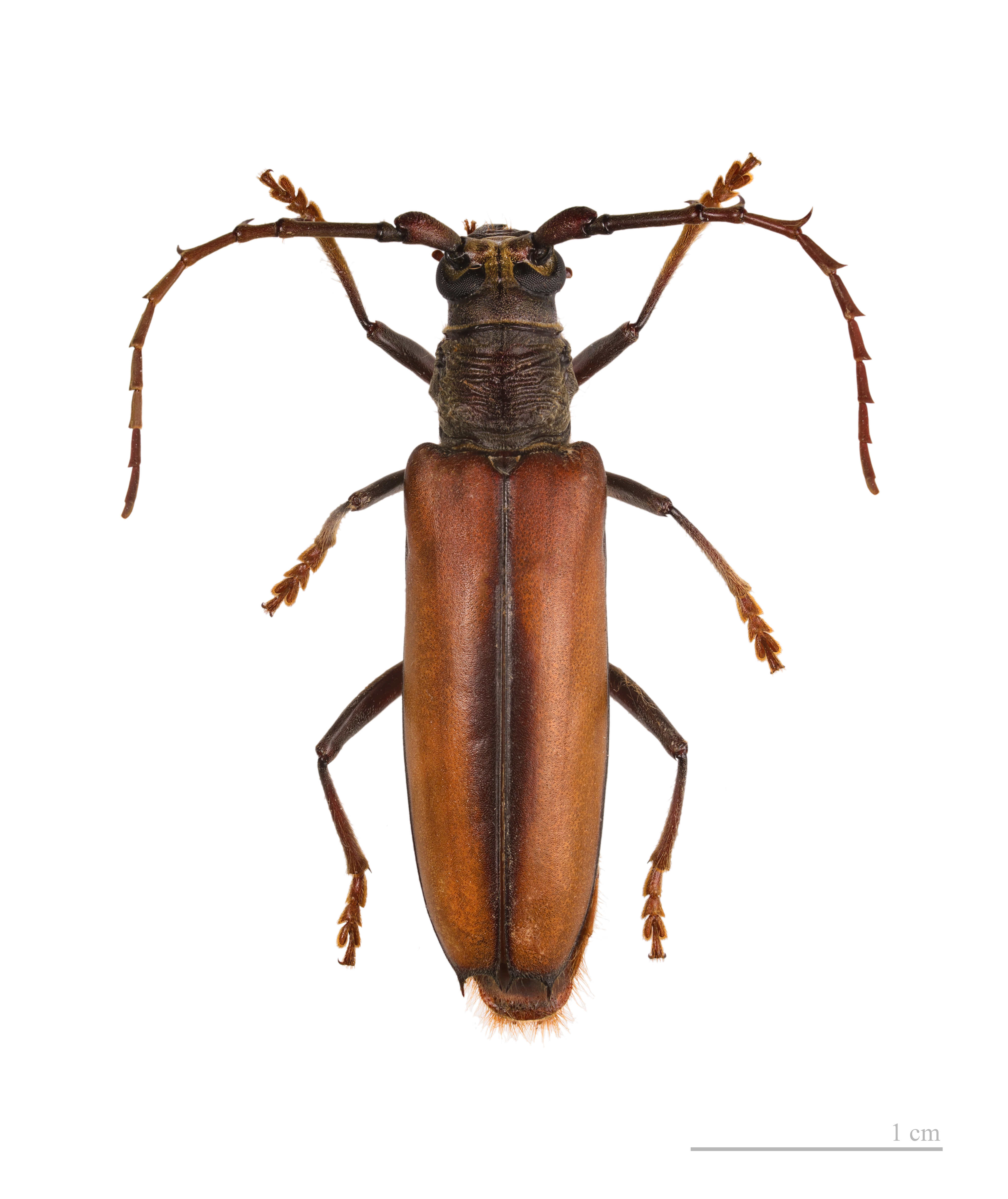